# Mionica (Kosjerić)
Mionica (em cirílico: Мионица) é uma vila da Sérvia localizada no município de Kosjerić, pertencente ao distrito de Zlatibor. A sua população era de 148 habitantes segundo o censo de 2011.

## Demografia
| 1948 | 1953 | 1961 | 1971 | 1981 | 1991 | 2002 | 2011 |
| ---- | ---- | ---- | ---- | ---- | ---- | ---- | ---- |
| 455  | 461  | 440  | 367  | 312  | 245  | 184  | 148  |